# 満徳寺 (徳島県牟岐町)
満徳寺（まんとくじ）は、徳島県海部郡牟岐町にある高野山真言宗の寺院である。山号は摩尼山。本尊は虚空蔵菩薩。新四国曼荼羅霊場85番札所。

## 歴史
伝承によれば奈良時代に行基が創建した。
はじめは万鶴山願成寺と称したが、1427年（応永10年）に増吽僧正が中興し満徳寺と改めた。境内には童謡詩人の野口雨情の「牟岐みなと節」の歌碑がある。

## 草鞋大師
四国八十八箇所・薬王寺の番外霊場で、八坂トンネルの西側口の道を海方向に約50m先の右側にある。
台座に草鞋供養と刻まれ、難所である当地を無事通過できるように祈願している堂宇で、古い石像は満徳寺の境内に移されている。
大師石像は2010年（平成22年）に造り替えられた。

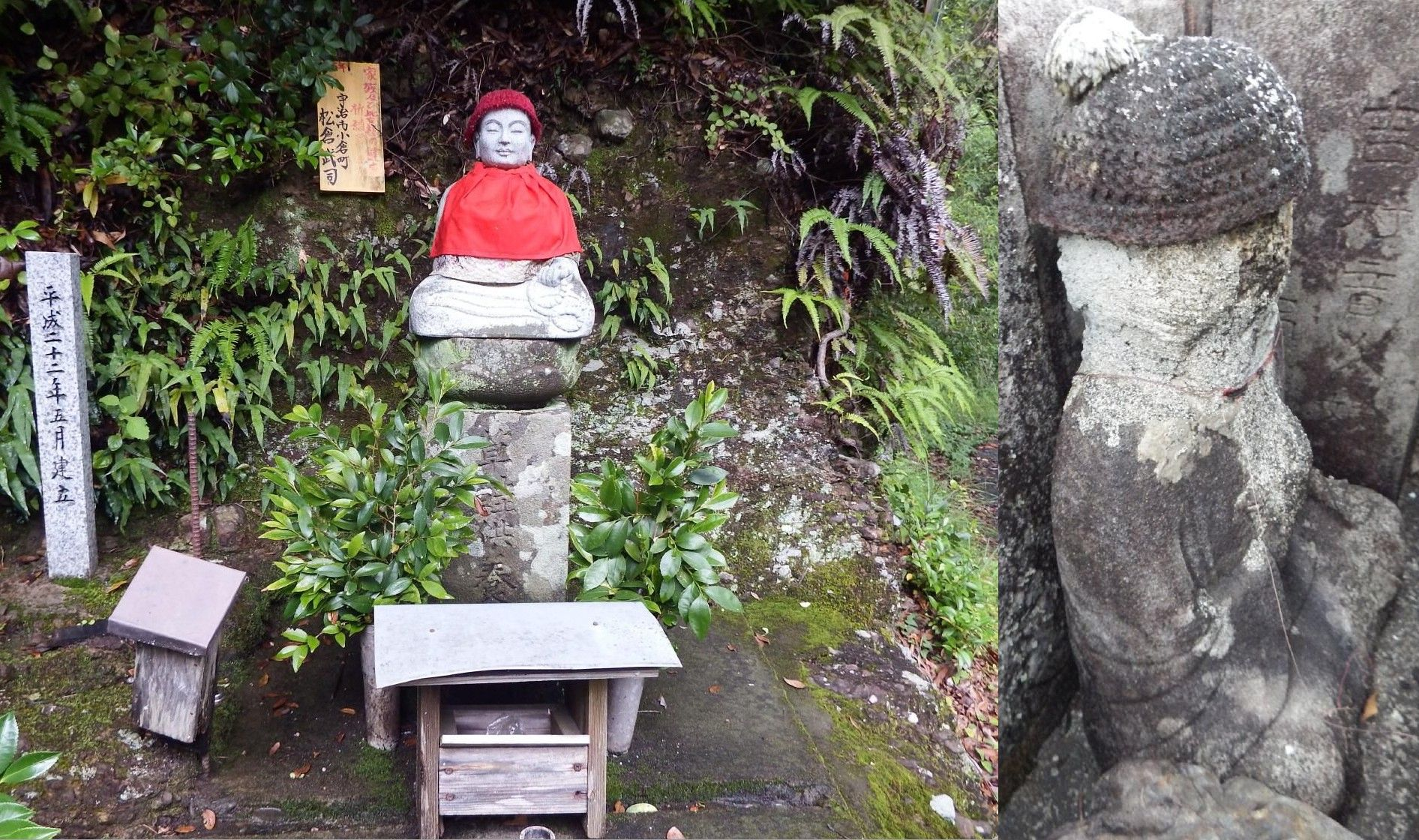
草鞋大師と以前の石像

## 前後の札所
新四国曼荼羅霊場
84番 弘法寺 ---- 85番 満徳寺 ---- 86番 江音寺

## 交通
- 四国旅客鉄道（JR四国）牟岐線「牟岐駅」より徒歩で約10分。